# Laminacauda parvipalpis
Laminacauda parvipalpis é uma espécie de aranhas araneomorfas da família Linyphiidae encontrada no Chile. Esta espécie foi descrita pela primeira vez em 1985, pelo biólogo Millidge.